# Szőke
Szőke is een plaats (község) en gemeente in het Hongaarse comitaat Baranya. Szőke telt 168 inwoners (2001).